# Грожан, Жорж
Жорж Иван Оскар Грожан (фр. Georges Yvan Oscar Grojean; 5 сентября 1905, Уккел — 29 декабря 1968, Брюссель) — бельгийский хоккеист на траве, полевой игрок. Участник летних Олимпийских игр 1928 года.

## Биография
Жорж Грожан родился 5 сентября 1905 года в бельгийской коммуне Уккел.
В середине 1920-х годов окончил Брюссельский университет.
В 1925—1935 годах играл в хоккей на траве за брюссельский «Даринг».
В 1928 году вошёл в состав сборной Бельгии по хоккею на траве на летних Олимпийских играх в Амстердаме, занявшей 4-е место. Играл в поле, провёл 2 матча, мячей не забивал.
Впоследствии работал государственным служащим, чиновником в бельгийских колониях, дипломатом. К концу жизни занимал пост генерального инспектора Министерства иностранных дел Бельгии.
Умер 29 декабря 1968 года в Брюсселе.

## Семья
Отец — Оскар Грожан (1875—1950), бельгийский издатель, литературовед, деятель культуры.
Брат — Пьер Грожан, бельгийский хоккеист на траве. Также играл за «Даринг».